# Asiatic Researches
Asiatic Researches (abreviado Asiat. Res.) fue una revista con ilustraciones y descripciones botánicas que fue editada en Calcuta. Se publicaron 20 números en los años 1788 a 1839 con el nombre de Asiatic Researches, or Transactions of the Society.